# Еклесија (Спарта)
Еклесија је била народна скупштина у античкој Спарти.

## Историја
Еклесију су чинили сви пуноправни спартијати (старији од 21 годину). Стварна улога апеле у политичком животу Спарте није била велика. Она није располагала законодавном иницијативом. Као говорници су наступали само базилеуси (краљеви) и лица која су заузимала више службене положаје. Остали чланови су гласали повицима, а већина би се признала страни која би се показала грлатијом. 